# Kościół św. Józefa w Łodzi (Ruda)
Kościół świętego Józefa w Łodzi (Ruda) – rzymskokatolicki kościół parafialny należący do parafii pod tym samym wezwaniem (dekanat Łódź-Retkinia-Ruda archidiecezji łódzkiej). Znajduje się na łódzkim osiedlu Ruda Pabianicka.

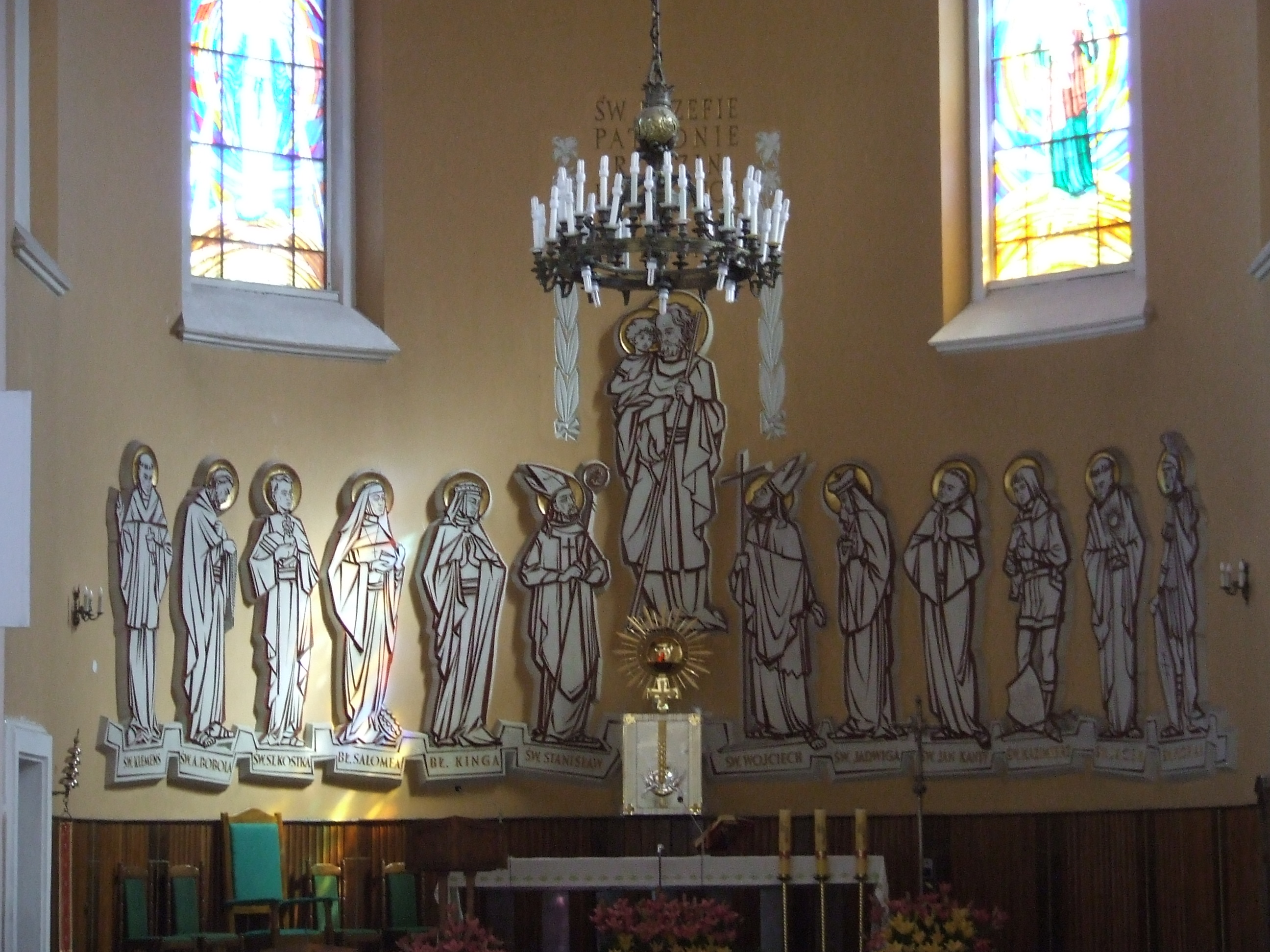
Ołtarz

Jest to świątynia wzniesiona w latach 1937–1953 z cegły i betonu, zaprojektował ją architekt Wacław Kowalewski, w zmodernizowanym stylu neorenesansowo-neobarokowym, na planie prostokąta. Kościół nakryty jest dachem dwuspadowym, pokrytym blachą. Poświęcony został w dniu 27 września 1953 roku przez biskupa Kazimierza Tomczaka.
Do wyposażenia świątyni należą: ołtarz główny, ołtarz boczny, organy, nagłośnienie, droga krzyżowa. Obok budowli stoi dzwonnica z umieszczonymi na niej trzema dzwonami.